# تشاكو (محافظة)
محافظة تشاكو هي إحدى محافظات الأرجنتين تقع في شمال الأرجنتين بالقرب من حدود باراغواي.

## أعلام
- خوسيه مانويل كيروغا
- سيرجيو فيكتور بالما
- رودولفو ألميرون
- خوان مانويل تورس
- كريستيان مايدانا